# NGC 2801
NGC 2801 (również PGC 26183 lub UGC 4899) – galaktyka spiralna (Sc), znajdująca się w gwiazdozbiorze Raka. Odkrył ją Albert Marth 17 lutego 1865 roku.